# Conferenze Gestapo-NKVD
Le conferenze Gestapo-NKVD furono una serie di riunioni organizzate tra la fine del 1939 e l'inizio del 1940 da Germania ed Unione Sovietica, in seguito all'invasione della Polonia, in conformità con il Patto Molotov-Ribbentrop. Gli incontri consentirono a entrambe le parti di perseguire alcuni obiettivi e scopi specifici, come delineato indipendentemente da Hitler e Stalin, in merito alla gestione dei territori acquisiti.
Le conferenze furono tenute dalla Gestapo e dai funzionari dell'NKVD in diverse città polacche. Nonostante le loro divergenze su altre questioni, sia Heinrich Himmler che Lavrentiy Beria arrivarono a obiettivi simili per il destino della Polonia: questi obiettivi furono concordati durante la firma del Trattato di frontiera tedesco-sovietico il 28 settembre 1939.
L'attacco alla Polonia si concluse con la parata militare nazista-sovietica a Brėst, che si tenne il 22 settembre 1939. Brėst fu il luogo del primo incontro nazi-sovietico, organizzato il 27 settembre 1939, in cui lo scambio dei prigionieri fu deciso prima della firma degli accordi a Mosca del giorno dopo. Nel mese successivo, la Gestapo e l'NKVD si incontrarono a Leopoli per discutere il destino delle popolazioni civili durante la riorganizzazione dei territori annessi. Si incontrarono di nuovo a Przemyśl, occupata alla fine di novembre, perché era un valico di frontiera tra i due invasori.
La successiva serie di incontri iniziò nel dicembre 1939, un mese dopo il primo trasferimento dei prigionieri di guerra polacchi. Le conferenze si tennero nella Cracovia occupata nel Governatorato Generale, il 6 e 7 dicembre 1939, e continuarono per i due giorni successivi nella località turistica di Zakopane, sui Monti Tatra, nella Polonia meridionale (100 km da Cracovia) dall'8 al 9 dicembre 1939. La Conferenza di Zakopane è la più nota. Da parte sovietica, diversi ufficiali superiori della polizia segreta dell'NKVD parteciparono alle riunioni, mentre i tedeschi misero a disposizione un gruppo di esperti appartenenti alla Gestapo.

## Contesto storico

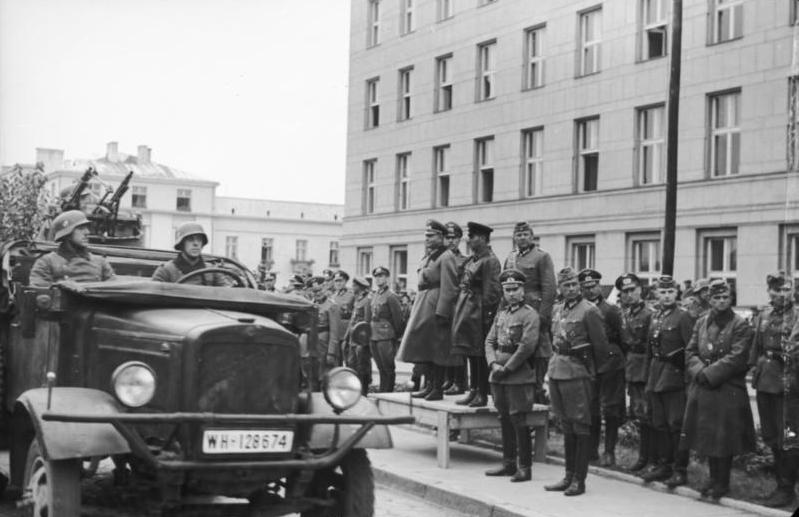
Le forze militari tedesche e sovietiche sfilano fianco a fianco a Brėst nel 1939. Il patto Molotov-Ribbentrop richiedeva a Heinz Guderian di consegnare la città all'Armata Rossa

Dopo la firma del patto Molotov-Ribbentrop il 23 agosto 1939, la Germania invase la Polonia il 1º settembre 1939, e l'Unione Sovietica invase la Polonia il 17 settembre, in questo modo si verificò la spartizione della Polonia da parte delle due potenze. Secondo quanto riferito, il primo incontro Gestapo-NKVD ebbe luogo a Brėst il 27 settembre 1939, mentre alcune unità dell'esercito polacco stavano ancora combattendo con conseguente internamento di massa e sparatorie extragiudiziali dei soldati su entrambi i lati della linea Curzon. Durante l'incontro, i funzionari tedeschi e sovietici raggiunsero un accordo reciproco sul destino dei soldati polacchi catturati dall'Armata Rossa.
Il 28 settembre 1939 il Trattato di frontiera tedesco-sovietico fu firmato con il Protocollo aggiuntivo segreto n. 2, in cui le parti concordarono la soppressione della resistenza polacca:
(Protocollo aggiuntivo segreto n° 2, Trattato di confine e di amicizia tedesco-sovietico 28 settembre 1939)
Tra il 24 ottobre e il 23 novembre 1939, un totale di 42492 prigionieri di guerra polacchi furono trasferiti dai campi di Kozelsk e Putyvl attraverso la linea di demarcazione nazista-sovietica per poi essere consegnati ai tedeschi. Sia la Gestapo che l'NKVD si aspettavano l'emergere della resistenza polacca e discussero sulle modalità per affrontare le attività clandestine dei polacchi. Subito dopo l'incontro, l'NKVD sovietico iniziò la raccolta dei dati che portarono al massacro di Katyn' commesso nella primavera del 1940.

## Conferenze

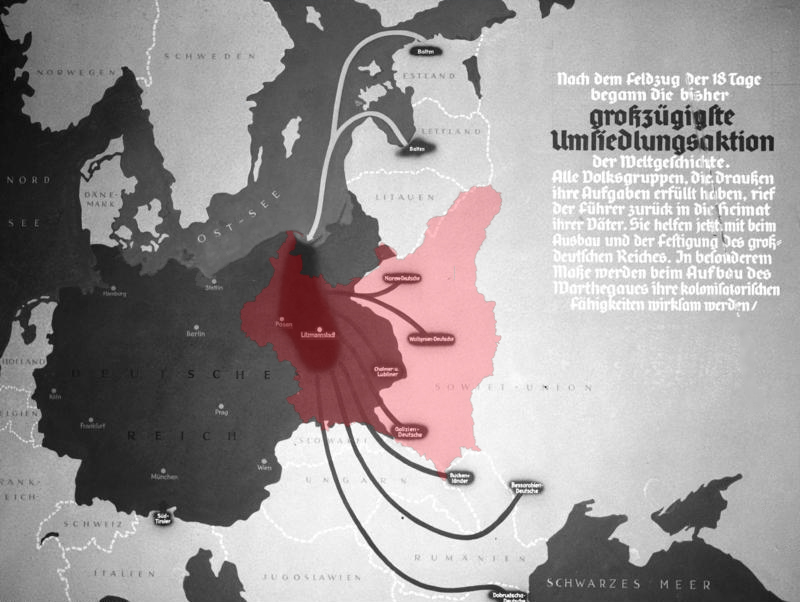
Manifesto di propaganda nazista: in grigio scuro il Terzo reich dopo la conquista della Polonia, con la linea di demarcazione nazista-sovietica (al centro), e le posizioni dei colonizzatori tedeschi dalla "sfera di influenza" sovietica portati a Heim ins Reich

L'incontro successivo ebbe luogo alla fine di novembre 1939 a Przemyśl, condiviso dalle forze di occupazione tedesche e sovietiche tra il settembre 1939 e il giugno 1941. Oltre ai colloqui sulla lotta alla resistenza polacca, i sovietici ed i tedeschi discussero le modalità dello scambio di prigionieri di guerra polacchi. Inoltre, furono avviate le prime discussioni sull'occupazione della Polonia. Alcuni storici affermano che questo incontro ebbe luogo a Leopoli. Si sostiene inoltre che una riunione si sia tenuta anche a dicembre.

### Cracovia-Zakopane

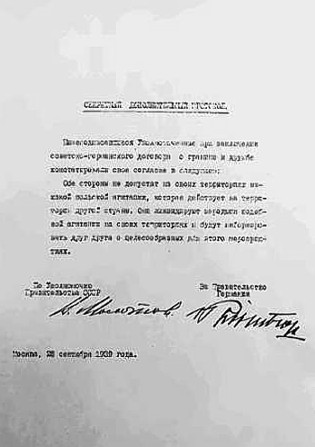
Il trattato di frontiera tedesco-sovietico

La conferenza più nota si è svolta a Zakopane, nella villa "Pan Tadeusz", situata vicino alla valle di Dolina Białego.
La parte tedesca era rappresentata da Adolf Eichmann, la delegazione sovietica era guidata da Grigoriy Litvinov.
Secondo diverse fonti, uno dei risultati di questa conferenza fu la Außerordentliche Befriedungsaktion tedesca, l'eliminazione dell'intellighenzia di Cracovia tramite la Sonderaktion Krakau, e il massacro di Katyn'.
Nel suo libro del 1991 Stalin: Breaker of Nations, lo storico britannico Robert Conquest ha dichiarato:"L'orrore sofferto da così tanti milioni di innocenti ebrei, slavi e altri popoli europei come risultato di questo incontro di menti malvagie è una macchia indelebile nella storia e nell'integrità della civiltà occidentale, con tutte le sue pretese umanitarie".
Il professor George Watson dell'Università di Cambridge nel suo commento del 1981 "Rehearsal for the Holocaust?" afferma che il destino degli ufficiali polacchi internati potrebbe essere stato deciso in questa conferenza. Questa tesi è contestata da altri storici, i quali sottolineano che non ci sono prove documentali che confermino una reale collaborazione, che la documentazione sovietica esistente rende effettivamente improbabile tale cooperazione e che è ragionevole affermare che la Germania non fosse a conoscenza del massacro di Katyn' fino a quando le fosse comuni non furono analizzate dalla Commissione Katyn, istituita nel 1943.
Il quarto e ultimo incontro ebbe luogo nel marzo 1940 a Cracovia. Secondo alcuni storici, fece parte della Conferenza di Zakopane. Questo evento fu descritto dal generale Tadeusz Bór-Komorowski, comandante dell'Armia Krajowa, nel suo libro Armia Podziemna (L'esercito segreto): in esso, descrive come una delegazione speciale dell'NKVD arrivò a Cracovia per discutere con la Gestapo sulle modalità di azione contro la resistenza polacca. I colloqui sono durati diverse settimane.
Lo storico russo Alexandr Nekrich descrive un accordo formale di cooperazione militare firmato il 20 settembre 1939 in cui entrambe le parti si impegnavano a "ripulire la popolazione ostile" e "liquidare" la resistenza polacca.
Lo storico Wojciech Materski sottolinea che ci sono alcune prove di operazioni di omicidio clandestine condotte dalle forze sovietiche e tedesche nel 1939-1940 nella Polonia occupata, tuttavia, non ci sono prove di un collegamento diretto tra i massacri dei prigionieri dell'NKVD e l'AB-Aktion tedesca in Polonia, eventiche portarono al massacro di diverse migliaia di importanti personalità polacche durante lo stesso lasso di tempo.

### Approfondimenti
- Tadeusz Bór-Komorowski, The Secret Army, New York, Macmillan, 2011  [1951], OCLC 1524738.
- Soviet Deportations Of Polish Nationals - Photo Album I, su electronicmuseum.ca, Toronto, Ontario (archiviato dall'url originale il 24 marzo 2013). Ospitato su Internet Archive.
- CommunistCrimes.org, Poland: 1939-1941. Historical overview, su communistcrimes.org, Tallinn, Estonia, The Unitas Foundation, 2011 (archiviato dall'url originale il 17 luglio 2011). Ospitato su Internet Archive.